# Filodrillia angulifera
Filodrillia angulifera é uma espécie de gastrópode do gênero Filodrillia, pertencente à família Borsoniidae.